# Noël Madier de Montjau
Pour les articles homonymes, voir Madier de Montjau.
Noël François Alfred Madier de Montjau, né le 1er août 1814 à Nîmes (Gard) et mort le 26 mai 1892 à Chatou (Yvelines), est un homme politique français.

## Biographie
Fils de Joseph-Paulin Madier de Montjau, député et petit-fils de Noël-Joseph Madier de Montjau, il devient avocat à Paris en 1838, plaidant dans des procès politiques. Il s'illustre notamment dans l'affaire Armand Barbès, puis, participe à la révolution de 1848. Partisan des doctrines socialistes, il défend de nombreux insurgés après les Journées de Juin, et, le journal Le Peuple rédigé par Proudhon.
Il est élu député de Saône-et-Loire, de 1850 à 1851, siégeant à l'extrême-gauche, dont il défend, avec Michel de Bourges, les représentants accusés du complot de Lyon. Membre de la Montagne et opposant à la république conservatrice et au prince-président Louis-Napoléon Bonaparte, ses séjours dans sa propriété de Pierrelatte sont surveillés par la police, étant déjà considéré comme un des meneurs du parti républicain de gauche dans la Drôme. Il fait partie des proscrits exilés en Belgique en janvier 1852, il y fréquente Victor Hugo, Alexandre Dumas et d'autres dont Eugène Courmeaux ex-bibliothécaire de Reims.
Il est élu député de la Drôme de 1874 à 1892, siégeant à l'extrême gauche, avec les républicains intransigeants, puis évolue vers le centre sous l'influence de Gambetta. Il s'oppose au gouvernement de Broglie en mai 1877. Il est questeur de la Chambre de 1880 à 1888.
Dans son éloge funèbre, Charles Floquet dit de lui : « Il a laissé le souvenir de l'honnête homme qui a glorieusement servi son parti par la parole et par l'action, qui l'a honoré par une longue vie d'intégrité politique et de probité privée. » Il est le père de Raoul Madier de Montjau, chef d'orchestre au Théâtre National de l'Opéra.

## Galerie d'images

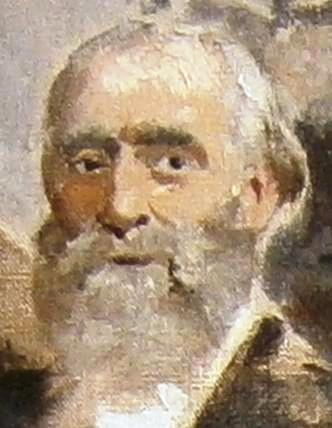
Madier de Montjau dans le détail d'un fragment du panorama intitulé L'Histoire du siècle réalisé par Henri Gervex et Alfred Stevens (1889)
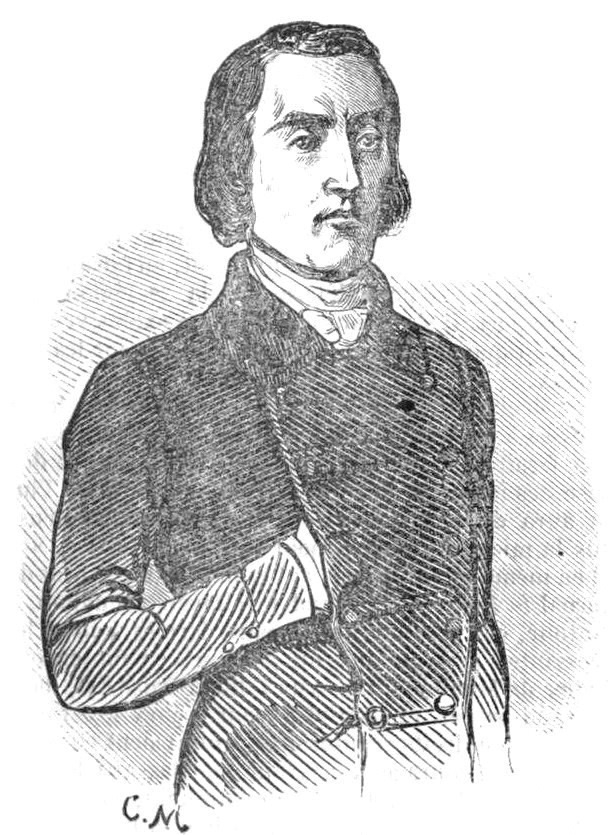
Madier de Montjau par Charles Marville
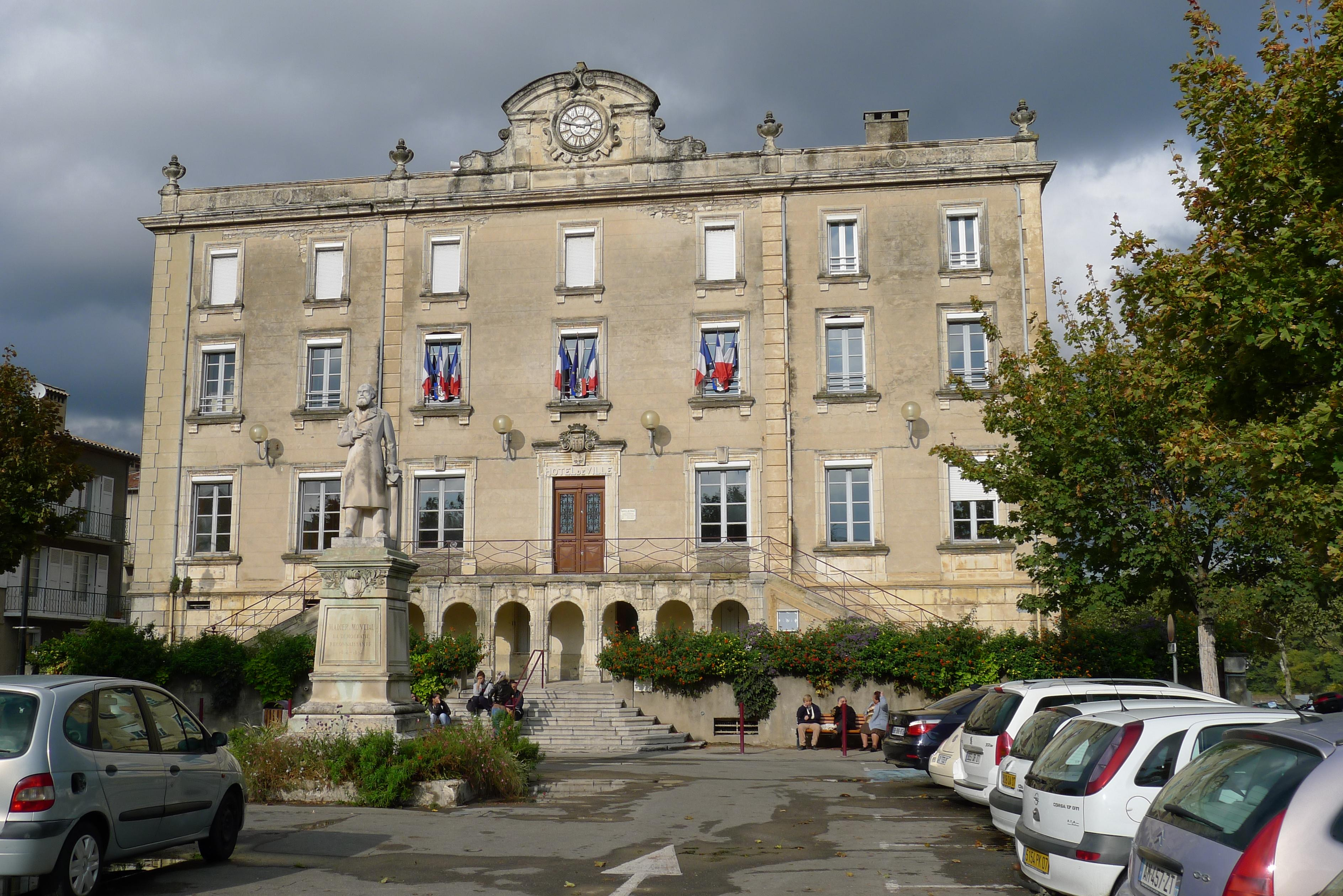
Statue de Madier de Montau à Bourg-Saint-Andéol (statue déplacée en 2018)

## Sources
- « Noël Madier de Montjau », dans le Dictionnaire des parlementaires français (1889-1940), sous la direction de Jean Jolly, PUF, 1960 [détail de l’édition]
- « Noël Madier de Montjau », dans Adolphe Robert et Gaston Cougny, Dictionnaire des parlementaires français, Edgar Bourloton, 1889-1891 [détail de l’édition]
- https://maitron.fr/spip.php?article34248, notice MADIER de Montjau, Noël, François, Alfred, dit Madier de Montjau aîné, version mise en ligne le 20 février 2009, dernière modification le 19 juillet 2021.